# Pseudorabdion
Genre
Pseudorabdion est un genre de serpents de la famille des Colubridae.

## Répartition
Les espèces de ce genre se rencontrent en Asie du Sud-Est.

## Liste des espèces
Selon The Reptile Database (12 janv. 2012) :
- Pseudorabdion albonuchalis (Günther, 1896)
- Pseudorabdion ater (Taylor, 1922)
- Pseudorabdion collaris (Mocquard, 1892)
- Pseudorabdion eiselti Inger & Leviton, 1961
- Pseudorabdion longiceps (Cantor, 1847)
- Pseudorabdion mcnamarae (Taylor, 1917)
- Pseudorabdion modiglianii Doria & Petri, 2010
- Pseudorabdion montanum Leviton & Brown, 1959
- Pseudorabdion oxycephalum (Günther, 1858)
- Pseudorabdion sarasinorum (Müller, 1895)
- Pseudorabdion saravacense (Shelford, 1901)
- Pseudorabdion sirambense Doria & Petri, 2010
- Pseudorabdion talonuran Brown, Leviton & Sison, 1999
- Pseudorabdion taylori Leviton & Brown, 1959

## Publication originale
- Jan, 1862 : Enumerazione sistematico delle specie d'ofidi del gruppo Calamaridae. Archivio per la zoologia, l'anatomia e la fisiologia, vol. 2, p. 1-76 (texte intégral).